# Westfalenbahn ET5
De ET 5 is een vijfdelig elektrisch treinstel. Het acroniem FLIRT staat voor Flinker Leichter Innovativer Regional-Triebzug met lagevloerdeel voor het regionaal personenvervoer van WestfalenBahn.

## Geschiedenis
Het treinstel werd in 2006 besteld voor het regionaal personenvervoer aan de noord-oostzijde van het Ruhrgebied. Het treinstel werd ontwikkeld en gebouwd door Stadler Rail te Berlin-Pankow (Duitsland). De treinstellen worden gehuurd van leasbedrijf Alpha Trains.

## Constructie en techniek
Het treinstel is opgebouwd uit een aluminium frame. Het treinstel is uitgerust met luchtvering. Er kunnen tot vier eenheden gekoppeld worden.

### Nummers
De treinen zijn door Abellio Rail als volgt genummerd:
- ET 15 - ET 19 → EBA: 429 001 - 429 005

## Treindiensten
De treinen van de Westfalenbahn werden vanaf 9 december 2007 ingezet op de volgende trajecten:
- RB 61 Wiehengebirgs-Bahn, Bad Bentheim - Rheine - Osnabrück - Bünde - Herford - Bielefeld
- RB 65 Ems-Bahn, Münster (Westf) - Rheine
- RB 66 Teuto-Bahn, Münster (Westf) - Lengerich (Westf) - Osnabrück
- RB 72 Ostwestfalen-Bahn, Herford - Lage - Detmold - Altenbeken - Paderborn

## Foto's

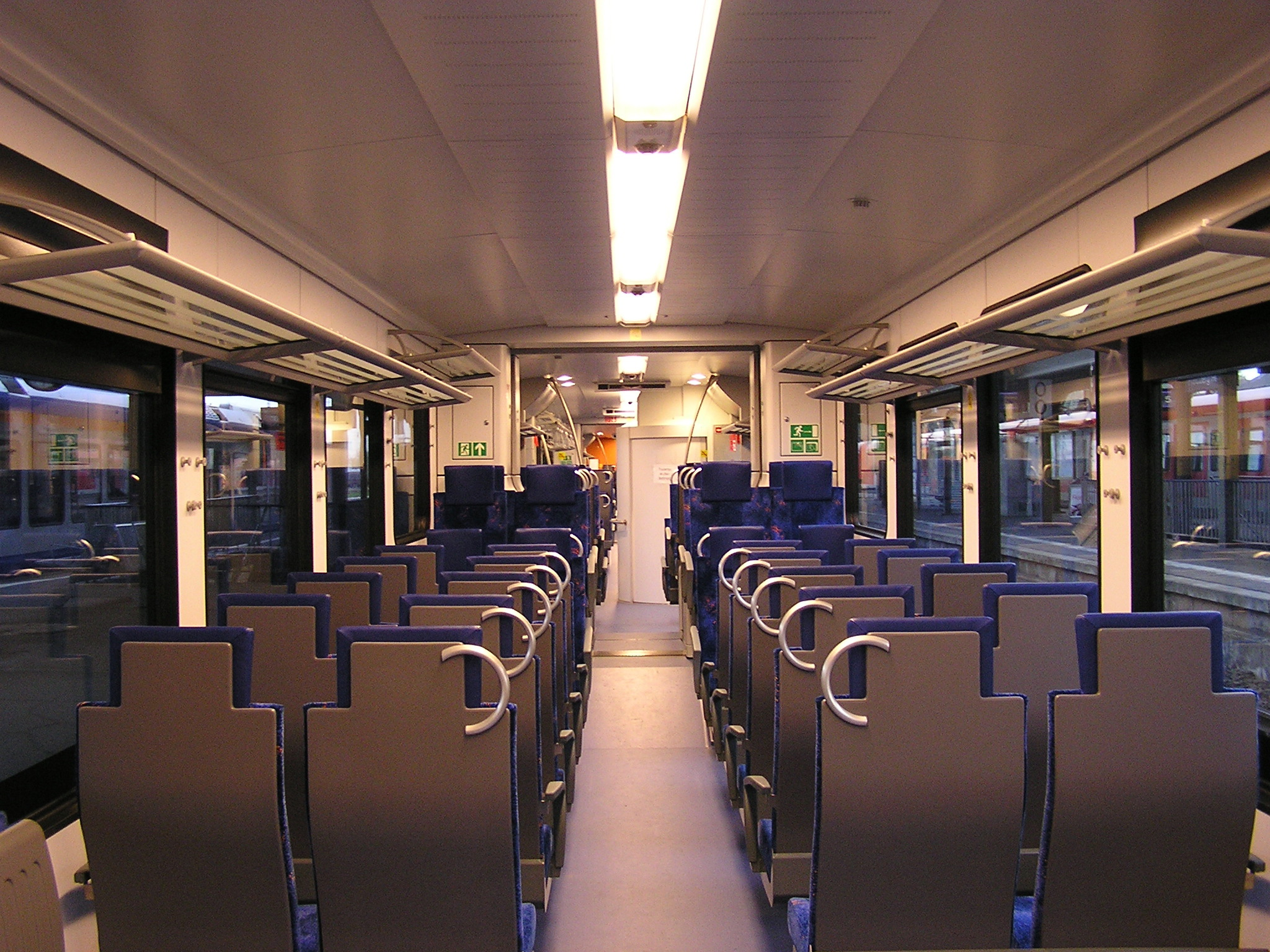